# 中田花奈
中田花奈（日语：／ Nakada Kana */?，1994年8月6日—）是日本女藝人、職業雀士，為女子偶像團體乃木坂46前成員，埼玉縣出身，所屬經紀公司為乃木坂46合同會社。2011年8月以乃木坂46一期生身分出道，2020年10月25日自乃木坂46畢業。現時效力於M聯盟隊伍BEAST X。

## 經歷
中田在小學1年級時由於被父親帶去看早安少女組。的表演而開始愛上偶像，也去過田中麗奈和松浦亞彌等人的演唱會。小學4年級時，她開始對化妝感到興趣，喜歡上模特兒舞川亞郁。當時，埼玉縣被稱為「DA埼玉」（；此為雙關語，意思是埼玉縣民很土氣），因此她不會在埼玉縣內買衣服，而是在SHIBUYA 109-2的NARUMIYA購買。小學畢業後，她至完全中學制的女校就讀。
中學2年級時，中田有一喜愛AKB48的朋友，而有機會聽到AKB48的《10年櫻》、從而被篠田麻里子吸引。及後，她在看過AKB歌劇團的宣傳照後喜歡上柏木由紀，更前往觀看其所屬的AKB48 Team B公演。其後，由於研究生公演比Team B公演更容易當選，因此她也多次觀看了研究生公演。結果，她被就算沒有上電視也在努力的偶像所吸引，開始變得憧憬柏木由紀、森高千里等表演力高的偶像。其後，她也開始觀看其他偶像的公演，例如愛乙女☆DOLL、Doll☆Elements、SUPER☆GiRLS和東京女子流等等。
17歲時，中田原本打算成為新聞播報員，可是在父親的勸說下，加上本身對偶像的憧憬，最終參加了乃木坂46一期生的徵選。
2011年8月21日，通過最終審查正式成為乃木坂46的創團成員，徵選時唱的歌曲是French Kiss的《夜風惡作劇》。雖然她一度在初次的跳舞審查中落選，但是在敗部復活戰中合格，並且成為暫定選拔成員，站在後排。由於原本的學校禁止學生參與演藝活動，因此她打算退學，其母則考慮到她將來升讀大學進入社會的前途問題而反對，最終選擇了轉校。其後，她在乃木坂46的握手會中初次接觸男性的手。在這之前，她不但沒有相關的打工經驗，加上就讀女校，基本上也沒有與男性談天說地的經驗，自然也沒有戀愛經驗。
2012年5月2日，獲選為乃木坂46第2張單曲《來吧Shampoo》的選拔成員，並且首次站在第一排。10月8日，在乃木坂46第4張單曲《制服模特兒》的選拔發表中首次落選。當時，她才剛演過《16人的主角》的全部角色，並且獲選為第4位，加上正值她放棄升讀大學，專注於乃木坂46的活動的時期，因此她不禁大失所望。其後為了改變形象，她將原本的短髮留長，直到2017年初為止。
2013年3月，從高中畢業。她以前曾經為了升讀大學而上補習班，但為了乃木坂46而放棄。雖然此舉未得到其母的理解，但是得到在幼小期讓她參加Hello! Project招募的父親理解。其後，她也經歷了一段無所事事的時期，不久她便決定先將博客、手機郵件和表演等安排好的事先做好。4月18日，開始與松村沙友理搭擋主持niconico生放送的網路直播節目《喜歡活生生的偶像》，這是她初次成為節目班底。
2014年，中田在乃木坂46博客的更新率取得第1位。5月24日，她主演了電影《死亡博客》。6月29日，她在《乃木坂在哪裡？》頭腦王企劃中勝出，成為初代頭腦王（該單元的趣旨是選出乃木坂46中最聰明的成員）。
2015年1月10日，年屆20的中田參加在東京乃木神社舉行的乃木坂46成員成年禮。10月，她開始買賣股票。
2016年4月1日，開始在FM富士節目《沉默的星期五》擔任第三代助理主持人。
2017年1月29日，中田在乃木坂46冠名節目《乃木坂工事中》中，獲通知為乃木坂46第17張單曲《大影響家》的選拔成員，是自第6張單曲《Girls' Rule》以來睽違已久重回單曲選拔行列。
2018年6月和9月上演的《乃木坂46版音樂劇 美少女戰士》，在劇中飾演愛野美奈子。10月2日至5日在Zepp Sapporo舉行的「乃木坂46 Under Live全国巡演2018 〜北海道系列〜」中擔任座長。12月1日，於「 三代目決定戰 直播中認真對決」中，與村瀨紗英、永野芹佳、山本彩加對戰取得優勝，並獲得首個冠名節目。節目後更名為《乃木坂46中田花奈的認真麻將對決！Kanarin會奪取頂點嗎？》，並於2020年1月開播。
2020年2月3日播出的《乃木坂工事中》，中田以乃木坂46第25張單曲《幸福的保護色》時隔6作回歸選拔，並時隔八年獲選為福神。7月10日，在擔任助理主持的FM富士節目《沉默的星期五》上宣布畢業。10月13日，發行首本個人寫真集《只想做喜歡的事》（好きなことだけをしていたい）。10月23日，最後一次出演《沉默的星期五》。10月25日，參加乃木坂46第25張單曲《幸福的保護色》發行紀念「線上見面＆問候（個別見面會）」的活動後，正式從乃木坂46畢業。11月1日播出的《乃木坂工事中》後，中田作為乃木坂46成員的活動也全部結束。11月14日，第一本個人寫真集Instagram帳號轉為個人使用。11月26日，中田位於乃木坂46內的部落格正式關閉。12月1日，開設官方Twitter帳號。
2021年1月4日，在朝日電視台官方YouTube 頻道上以經營麻將咖啡廳、成為職業雀士目標的紀錄片企劃《中田花奈（元乃木坂46）的“通往職業雀士之路”》（中田花奈（元乃木坂46）の“プロ雀士への道”）開始播出。3月9日，在直播中宣布正式通過了日本職業麻將聯盟第37期後期職業測試。通過職業測試後，首次在公開比賽「櫻蕾戰」中進入決戰。6月15日，中田的麻將咖啡廳「chun.」在東京赤坂開幕。
2023年6月30日，在麻將職業聯賽「M聯盟2023-24」選秀會中被新參入的隊伍「BEAST Japanext」（現名 BEAST X）選中。7月21日，個人冠名賽馬綜藝節目《中田花奈的想要更懂馬！》（中田花奈のウマくなりたい！）在YouTube上開始播出。
2024年2月28日，在以麻將為題材電視動畫《碰之道》中，中田與其他出演動畫聲優組成的組合「中田花奈 feat. 碰之道全明星」演唱的主題曲正式發行。8月6日，開設個人官方網站和官方粉絲俱樂部。
2025年1月28日，發行個人著作《即使是初學者也能立即理解！中田花奈的麻將入門》（初めてでもすぐ、よくわかる！中田花奈の麻雀入門） 。3月18日，發行首本隨筆集《解析回憶》（解析メモリアル）。5月27日，發行第二本個人寫真集

## 人物
中田的暱稱是Kanarin（かなりん），自我介紹是「由上而下讀、由下而上讀，都是讀成NAKADAKANA。如果橫著讀的話是：DA！」（上から読んでも下から読んでもナカダカナ。横から読むと、ダ！），是因其姓名讀音音節對稱而成的回文。她身材也不錯，但是羞於穿泳衣。

### 嗜好
中田愛吃甜食、烏冬、巧克力和蔬菜汁，不太喜歡吃肉類和魚。主食是糖果糕點，西式甜品和和菓子都愛吃，她吃過Pierre Gagnaire一款名為五右衛門蛋糕後，便開始熱衷於甜品。喜歡的藝人是黑木美紗。

### 興趣
中田的興趣是偶像，屬於御宅族中的偶像宅，而非動畫宅，其父本身也不喜歡看動畫，因此她小時候也沒有怎麼看過。對於中田來說，追捧偶像的前題是我就是我自己，她喜歡觀看假面女子和HKT48等，其中尤其喜歡AKB48劇場公演，籍此繪畫出偶像就是要表演的理想形態，指出偶像的價值取決於其表演，博客並非最需要專注的項目，唱歌跳舞般的台上表現才是，而且作為偶像支持者，有人氣的成員站在前列是理所當然，偶像團體來說，她喜歡就算有大量成員也要組建小隊的團體，因此她是Hello! Project的支持者，尤其喜歡Luce Twinkle Wink☆。此外，她也對哲學有興趣。

### 特長
中田擅長觀看偶像、鋼琴、跳舞和貝斯。她有14年的鋼琴經驗。持有語彙、閱讀理解力檢定準2級資格和駕駛執照。

### 乃木坂46
中田是乃木坂46的跳舞七福神之一、檢定八福神之一和乃木團的貝斯手。此外，她是少數擔任過七福神、一般選拔和Under的成員，而且站過表題曲前排和Under歌曲的Center，她也是《16人的主角》全部9場公演和第2幕，全場次演過所有不同角色的唯一一位成員。
中田在3歲開始至投考中學之前學習過芭蕾舞。入讀中學後，她隸屬於接力部，曾經在全國大會取得金獎。高中時，她開始跳Hip Pop，當時她重視舞蹈的統一感，成為偶像後則轉為重視能夠表現自己，受大家歡迎的舞蹈。她希望展現出媒體選拔成員以上的舞蹈而自行練習，並且認為單邊馬尾的髮形能夠展現得更好，對舞蹈非常認真，以指出需要注意的地方為己責，Underlive時也通過影片指出應該反省的地方，並且曾經和伊藤萬理華展開討論。她認為跳舞比自己好的成員是川村真洋。
中田喜歡的排舞是《自由的彼方》，喜歡的歌曲是《從其他星星而來》、《離別時，更喜歡你》和《察覺時已是單戀》，給不認識乃木坂46的人的推介曲是《制服模特兒》。

## 音樂作品
- 標註「★」符號表示該首歌曲有拍攝MV。

### 單曲
乃木坂46
|      | 發行日期       | 單曲名稱           | 參與歌曲名稱              | MV | 備註          |
| ---- | -------------- | ------------------ | ------------------------- | -- | ------------- |
| 01st | 2012年02月22日 | 窗簾圍繞           | 窗簾圍繞                  | ★  | 出道作品 選拔 |
| 01st | 2012年02月22日 | 窗簾圍繞           | 可能想見你                | ★  |               |
| 01st | 2012年02月22日 | 窗簾圍繞           | 不想失去                  | ★  |               |
| 01st | 2012年02月22日 | 窗簾圍繞           | 乘著白雲                  |    |               |
| 01st | 2012年02月22日 | 窗簾圍繞           | 乃木坂之詩                | ★  |               |
| 02nd | 2012年05月02日 | 來吧Shampoo！      | 來吧Shampoo               | ★  | 七福神        |
| 02nd | 2012年05月02日 | 來吧Shampoo！      | 心之靈藥                  |    |               |
| 02nd | 2012年05月02日 | 來吧Shampoo！      | HOUSE!                    |    |               |
| 03rd | 2012年08月22日 | 奔馳吧！Bicycle    | 奔馳吧！Bicycle           | ★  | 選拔          |
| 03rd | 2012年08月22日 | 奔馳吧！Bicycle    | 性急的蝸牛                | ★  |               |
| 03rd | 2012年08月22日 | 奔馳吧！Bicycle    | 人為什麼奔跑？            | ★  |               |
| 03rd | 2012年08月22日 | 奔馳吧！Bicycle    | 沉默的吉他                | ★  |               |
| 04th | 2012年12月19日 | 制服模特兒         | 春天的旋律                | ★  | Center        |
| 04th | 2012年12月19日 | 制服模特兒         | 指望遠鏡～動畫版～        |    |               |
| 05th | 2013年03月13日 | 你就是希望         | 你就是希望                | ★  | 選拔          |
| 05th | 2013年03月13日 | 你就是希望         | 乾脆一點                  | ★  |               |
| 05th | 2013年03月13日 | 你就是希望         | 浪漫墨魚燒                |    |               |
| 05th | 2013年03月13日 | 你就是希望         | 念力的可能性              |    |               |
| 06th | 2013年07月03日 | Girls' Rule        | Girls' Rule               | ★  | 選拔          |
| 06th | 2013年07月03日 | Girls' Rule        | 世界上最孤獨的Lover       | ★  |               |
| 06th | 2013年07月03日 | Girls' Rule        | 人們的樂器                |    |               |
| 06th | 2013年07月03日 | Girls' Rule        | 從其他星星而來            | ★  |               |
| 07th | 2013年11月27日 | 髮夾               | 初戀的人在現在            | ★  |               |
| 07th | 2013年11月27日 | 髮夾               | 如此的笨蛋・・・          | ★  |               |
| 08th | 2014年04月02日 | 察覺時已是單戀     | 當出生時                  | ★  |               |
| 09th | 2014年07月09日 | 夏天的Free&Easy    | 在這裡的理由              | ★  |               |
| 09th | 2014年07月09日 | 夏天的Free&Easy    | 我如果不去的話會是誰去？  |    |               |
| 10th | 2014年10月08日 | 第幾次的藍天？     | 那一天 我隨口說了一個謊言 | ★  |               |
| 11th | 2015年03月18日 | 生命如此美好       | 也許你沒有遇上我會更好吧  | ★  |               |
| 12th | 2015年07月22日 | 太陽敲敲門         | 離別時，更喜歡你          | ★  |               |
| 13th | 2015年10月28日 | 此刻，想說話的對象 | 嫉妒的權利                | ★  |               |
| 13th | 2015年10月28日 | 此刻，想說話的對象 | 成為大人的捷徑            | ★  | 五星組        |
| 13th | 2015年10月28日 | 此刻，想說話的對象 | 間隙                      |    |               |
| 14th | 2016年03月23日 | 當春紫苑盛開時     | 不等號                    | ★  |               |
| 15th | 2016年07月27日 | 赤腳Summer         | 秘密塗鴉                  | ★  |               |
| 16th | 2016年11月09日 | 再見的意義         | 鞦韆                      | ★  |               |
| 16th | 2016年11月09日 | 再見的意義         | 無法獻給你的花            | ★  | 五星組        |
| 17th | 2017年03月22日 | 大影響家           | 大影響家                  | ★  | 選拔          |
| 17th | 2017年03月22日 | 大影響家           | 人生的思考                |    | 女校四重唱    |
| 18th | 2017年08月09日 | 蜃景               | Under                     | ★  |               |
| 19th | 2017年10月11日 | 及時行事           | 及時行事                  | ★  | 選拔          |
| 20th | 2018年04月25日 | 同步巧合           | 全新的世界                | ★  |               |
| 20th | 2018年04月25日 | 同步巧合           | Against                   | ★  |               |
| 21st | 2018年08月08日 | 以自我為中心！     | 三角空地                  | ★  | Center        |
| 22nd | 2018年11月14日 | 想繞遠路回家       | 日常                      | ★  |               |
| 22nd | 2018年11月14日 | 想繞遠路回家       | 告白的順序                | ★  | 女校四重唱    |
| 23rd | 2019年05月29日 | Sing Out!          | 飛機跑道                  | ★  |               |
| 24th | 2019年09月04日 | 黎明來臨前無須逞強 | 〜Do my best〜沒有意義    | ★  |               |
| 25th | 2020年03月25日 | 幸福的保護色       | 幸福的保護色              | ★  | 十一福神      |

1. ↑  站位依據官方MV及演唱會正式呈現為參考依據。
2. ↑  收錄於單獨發行的MV合集《ALL MV COLLECTION～當時的少女們～》

其他
| 發行日期                                    | 單曲名稱       | 參與歌曲名稱 | MV | 備註         |
| ------------------------------------------- | -------------- | ------------ | -- | ------------ |
| 2012年07月25日                              | 大人彩色糖     | 不再綁雙馬尾 | ★  | 麻友坂46     |
| 2014年011月26日                             | 希望無限       | 風的螺旋     | ★  | 小嶋坂46     |
| 2020年6月17日（日本） 2020年6月24日（海外） | 世界中的鄰居啊 | —            | ★  | 下載限定歌曲 |

### 專輯
乃木坂46
|      | 發行日期       | 專輯名稱       | 參與歌曲名稱 | 備註     |
| ---- | -------------- | -------------- | ------------ | -------- |
| 01st | 2015年01月07日 | 透明色         | 傾斜         | 小嶋坂46 |
| 01st | 2015年01月07日 | 透明色         | 自由的彼方   |          |
| 02nd | 2016年05月25日 | 屬於我們的位子 | 欲望重生     |          |
| 02nd | 2016年05月25日 | 屬於我們的位子 | 口頭約定     |          |
| 03rd | 2017年05月24日 | 最初的夢想     | 跳傘         |          |
| 03rd | 2017年05月24日 | 最初的夢想     | 指定溫度     |          |

## 演出

### 電視劇
- 欺詐偶像（2012年1月14日－4月7日，東京電視台）：飾演 中田花奈[95]
- 初森BEMARS（2015年7月11日－9月26日，東京電視台）：飾演 翼馬翔（翼馬カケル）[96]

### 電視節目
- Last Idol（2018年6月3日－17日，朝日電視台）- 審査員[97]
- ザ・ドキュメンタリー「駄菓子屋ROCK〜子どもの笑顔を守る湘南のヒーロー〜」（2019年4月1日，東京電視台）- 旁白[98]
- 前乃木坂46中田花奈的認真麻將對決！Kanarin會奪取頂點嗎？（2020年1月26日－2024年1月28日，TBS電視台）[37]
- ABEMA Prime（2021年4月14日－2022年，AbemaTV）- 隔週星期四評論員[99][100]
- カンニング竹山のイチバン研究所（2021年6月12日－，TOKYO MX）- 研究員[101]
- 通往M聯盟No.1之路 BEAST ROAD（2023年7月5日－，BS10）[102]

### 電影
- 死亡博客（日语：デスブログ）（2014年5月24日，Chance In）：飾演 前田瞳（主演）[103]

### 電視動畫
- 碰之道（2024年）：聲演 田中奈花[104]

### 舞台劇
- 女子落語（2015年6月18日－28日，東京AiiA劇場（日语：アイアシアタートーキョー））：飾演 暗落亭苦來[105]
- 女子落語貳〜跳躍時空蕎麥麵〜（2016年5月12日－22日，東京AiiA劇場）：飾演 暗落亭苦來[106]
- 乃木坂46版音樂劇 美少女戰士（2018年6月8日－24日，天王洲 銀河劇場／9月21日－30日，赤坂ACT劇場）：飾演 水手金星／愛野美奈子（Team STAR）[107]

### 電台節目
- 沉默的星期五（日语：沈黙の金曜日）（2016年4月1日－2020年10月23日，FM富士（日语：エフエム富士））- 助理主持人[33]
- 乃木坂46的All Night Nippon（2020年6月24日、9月30日）[108][109]
- 西川あやの おいでよ!クリエイティ部（2022年4月7日－，文化放送）- 星期四評論員[110]
- STEP ONE（2023年1月－7月，J-WAVE）- 星期一助理[111]

### 網絡節目
- 喜歡活生生的偶像（日语：生のアイドルが好き）（；2013年4月18日－2020年10月24日，niconico生放送）- 主持人[28][注 4]
- 麻將最強戰2021（2021年，ABEMA[112]）- 助理[113]
- アルピーチャンネル（2021年10月1日[114]、2022年5月13日[115]、2022年5月17日[116]）- 來賓
- 矢口真里的週二The NIGHT（2022年8月10日－31日，ABEMA）- 8月主持人[117]
- 動画、はじめてみました【テレビ朝日公式】（2021年1月4日－2023年3月25日，YouTube）[118]
- 投資のカタリバ！（2022年12月3日－24日，YouTube）[119][120]
- 中田花奈的想要更懂馬！（中田花奈のウマくなりたい！；2023年7月21日－，YouTube）[121][122]

### 活動
- 未來偶像派對Special「偶像世界 Premium LIVE Ver.2.5」（2014年4月23日，duo MUSIC EXCHANGE）- 主持[123]
- Hop！Step！偶像世界！！（2014年12月18日，duo MUSIC EXCHANGE）- 主持[124]
- TOKYO IDOL FESTIVAL 2017「TIF2017後台直播」（2017年8月4日）- 主持[125]

## 書籍
- 學會「巴菲特的投資法」的話，連生活方式都能改變（「バフェットの投資術」を学んだら、生き方まで変わった話。；2020年12月5日，PHP研究所）- 與濱本明共著 ISBN 4569848419[126]
- 即使是初學者也能立即理解！中田花奈的麻將入門（初めてでもすぐ、よくわかる！中田花奈の麻雀入門；2025年1月28日，WANI BOOKS）[127]

### 寫真集
- 季刊 乃木坂 vol.1 早春（2014年3月5日，東京新聞通信社）[9]
- 只想做喜歡的事（好きなことだけをしていたい；2020年10月13日，光文社）[128][129]
- 掻き立てる（2025年5月27日，講談社）[130][131]

### 寫真隨筆集
- 解析回憶（解析メモリアル；2025年3月18日，KADOKAWA）[132]

### 雜誌連載
- 別冊角川 全力特輯 乃木坂46 vol.01（2016年4月2日－2017年7月3日，KADOKAWA）- 中田選拔選定委員會[133]

### 數碼寫真集
- Last of my 20s（2024年9月13日，講談社）[134]
- 美しい人（2024年10月31日，講談社）[135]
- もっとずっと、かなりん（2025年2月14日，講談社）[136]

## 外部連結
- 中田花奈官方網站（日語）
- 乃木坂46合同會社個人介紹頁 （页面存档备份，存于）（日語）
- 中田花奈的Instagram帳戶（2020年9月13日－）（日語）
- 中田花奈及其團隊的X（前Twitter）（2020年12月1日－）（日語）

乃木坂46時期
- 乃木坂46 中田花奈 官方簡介（2011年8月21日－2020年11月26日）（日語）
- 乃木坂46 中田花奈 官方部落格（2011年11月11日－2020年11月26日）（日語）
- 中田花奈1st寫真集【公式】的X（前Twitter）（日語）
- 中田花奈 官方755（页面存档备份，存于）（日語）
- 中田 花奈（乃木坂46）的SHOWROOM專頁（页面存档备份，存于）（日語）